# Джордан, Кэмерон
Кэмерон Тайлер Джордан (англ. Cameron Tyler Jordan; 10 июля 1989, Чандлер, Аризона) — профессиональный американский футболист, выступающий на позиции ди-энда. С 2011 года играет в НФЛ в составе клуба «Нью-Орлеан Сэйнтс». Семикратный участник Пробоула. Входит в состав сборной звёзд НФЛ 2010-х годов.
На студенческом уровне играл за команду Калифорнийского университета. На драфте НФЛ 2011 года был выбран в первом раунде под общим двадцать четвёртым номером.

## Биография
Кэмерон Джордан родился 10 июля 1989 года в Чандлере в Аризоне. Его отец Стив был профессиональным футболистом, выступал в НФЛ в составе клуба «Миннесота Вайкингс», шесть раз принимал участие в Пробоуле. Джордан окончил старшую школу Чандлера. В составе её футбольной команды он играл на позиции ди-энда. В выпускной год в тринадцати матчах он сделал 37 захватов с потерей ярдов и 17,5 сэков. В рейтинге лучших молодых игроков штата по версии сайта Rivals Джордан занял восьмое место, по оценкам SuperPrep он стал пятым.

### Любительская карьера
После окончания школы Джордан поступил в Калифорнийский университет в Беркли. В турнире NCAA он дебютировал в 2007 году, сыграв в тринадцати матчах. На его счету было 18 захватов, сэк и тачдаун на возврате фамбла. По итогам года Джордан стал лауреатом командной награды самому прогрессирующему линейному защиты. По ходу сезона 2008 года он занял место одного из стартовых ди-эндов команды. В двенадцати сыгранных матчах он сделал 47 захватов, четыре сэка и форсированный фамбл.
В 2009 году Джордан сыграл в стартовом составе команды во всех тринадцати матчах. Он сделал 9,5 захватов с потерей ярдов и шесть сэков, по обоим показателям уступив только Тайсону Алуалу. Второй раз за карьеру Джордана признали самым прогрессирующим линейным защиты в составе «Калифорнии».
В двенадцати матчах сезона 2010 года Джордан сделал 62 захвата, в том числе 12,5 с потерей ярдов. Оба показателя стали рекордными в его карьере. В матче с «Вашингтоном» он занёс свой второй тачдаун, вернув подобранный фамбл на 21 ярд. Джордан назывался в числе претендентов на Тед Хендрикс Эворд, награду лучшему ди-энду студенческого футбола. После окончания сезона он стал обладателем трёх командных наград, в том числе приза самому ценному игроку защиты. В начале 2011 года Джордан принял участие в матче всех звёзд выпускников колледжей. Летом 2011 года он получил диплом бакалавра в области правоведения.

#### Статистика выступлений в NCAA
| Сезон | Команда                 | Игры | Захваты | Захваты | Захваты | Захваты | Захваты | Перехваты | Перехваты | Перехваты | Перехваты | Перехваты | Фамблы | Фамблы | Фамблы | Фамблы |
| Сезон | Команда                 | Игры | Solo    | Ast     | Tot     | Loss    | Sk      | Int       | Yds       | Y/R       | TD        | PD        | FR     | Yds    | TD     | FF     |
| ----- | ----------------------- | ---- | ------- | ------- | ------- | ------- | ------- | --------- | --------- | --------- | --------- | --------- | ------ | ------ | ------ | ------ |
| 2007  | Калифорния Голден Беарс | 13   | 7       | 11      | 18      | 1,0     | 1,0     | 0         | 0         | 0,0       | 0         | 0         | 0      | 13     | 1      | 0      |
| 2008  | Калифорния Голден Беарс | 12   | 26      | 21      | 47      | 11,0    | 4,0     | 1         | 3         | 3,0       | 0         | 0         | 0      | 0      | 0      | 0      |
| 2009  | Калифорния Голден Беарс | 13   | 22      | 26      | 48      | 9,5     | 6,0     | 0         | 0         | 0,0       | 0         | 1         | 0      | 0      | 0      | 0      |
| 2010  | Калифорния Голден Беарс | 12   | 33      | 29      | 62      | 12,5    | 5,5     | 0         | 0         | 0,0       | 0         | 4         | 1      | 21     | 1      | 3      |
| Всего | Всего                   | 50   | 88      | 87      | 175     | 34,0    | 16,0    | 1         | 3         | 3,0       | 0         | 5         | 1      | 34     | 2      | 3      |

### Профессиональная карьера
Перед драфтом НФЛ 2010 года аналитик сайта Bleacher Report Мэтт Миллер характеризовал Джордана как силового ди-энда, готового к игре в схеме 3—4. По его мнению, игрок мог быть выбран в первом раунде. К сильным сторонам Джордана он относил его атлетизм, большой набор приёмов в пас-раше, быстроту, эффективность против выносного нападения. Среди недостатков Миллер выделял недостатки в технике его игры. Официальный сайт НФЛ выделял выносливость Джордана, способного играть практически без замен, но указывал, что некоторые команды предпочитают играть с более тяжёлыми и мощными линейными защиты, чем он.

#### Нью-Орлеан Сэйнтс
На драфте Джордан был выбран клубом «Нью-Орлеан Сэйнтс» в первом раунде под общим 24 номером. В августе он подписал четырёхлетний контракт на сумму 7,7 млн долларов. Перед стартом чемпионата его рассматривали как претендента на место в основном составе вместо дисквалифицированного за использование запрещённых веществ Уилла Смита. Свой дебютный сезон Джордан провёл не лучшим образом. Он сыграл в шестнадцати матчах регулярного чемпионата, сделав только 31 захват и один сэк. Причиной этого называли не самую подходящую ему схему 4—3. В 2012 году «Сэйнтс» перешли к формации 3—4, а Джордан начал играть в пятой технике. Изменения сказались на его игре в лучшую сторону: в шестнадцати играх он сделал 67 захватов и восемь сэков, а также форсировал три фамбла. Сезон 2013 года он завершил с 12,5 сэками, войдя в число лучших защитников НФЛ. Он впервые в карьере вошёл в число участников Пробоула, а позднее был включён в список ста лучших игроков лиги, формируемый по итогам опроса самих футболистов. В 2014 году Джордан записал на свой счёт 65 захватов, 7,5 сэков и перехват, после чего официальный сайт клуба назвал его одним из элитных пас-рашеров лиги.

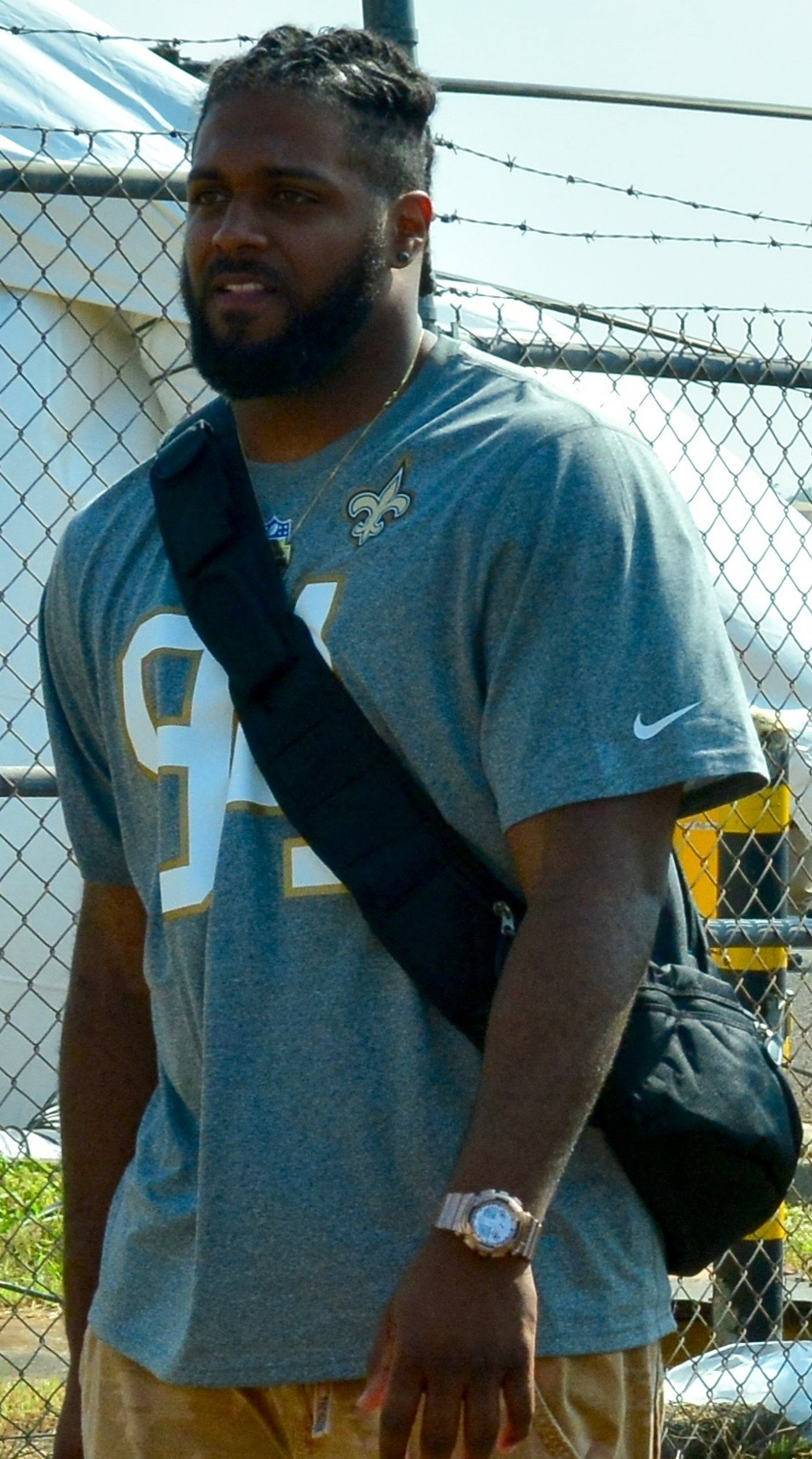
Кэмерон Джордан в январе 2016 года.

Второго июня 2015 года Джордан подписал с клубом новый пятилетний контракт. По сообщениям различных источников, сумма соглашения составляла около 60 млн долларов, в том числе 33,6 млн гарантированных выплат. В регулярном чемпионате он сыграл в шестнадцати матчах, сделав 46 захватов и десять сэков. По числу оказанных на квотербека давлений Джордан занял второе место в лиге, уступив только Майклу Беннетту. По итогам сезона он второй раз в карьере был приглашён на Пробоул, где заменил игрока «Нью-Ингленд Пэтриотс» Чендлера Джонса. На высоком уровне он провёл сезон 2016 года, в котором сделал 7,5 сэков и 11 захватов с потерей ярдов. По оценкам сайта Pro Football Focus Джордан стал третьим пас-рашером в лиге, уступив только Калилу Маку и Брэндону Грэму.
В 2017 году Джордан в седьмой раз подряд сыграл во всех шестнадцати матчах регулярного чемпионата. Он сделал 13 сэков и сбил 11 передач. Сайт Pro Football Focus поставил его на первое место среди ди-эндов лиги, в обшем рейтинге игроков он занял шестое место. До Джордана лишь трём игрокам удавалось в одном сезоне сделать не менее десяти сэков и сбить не менее десяти пасов, занеся при этом тачдаун на возврате перехват. По уровню влияния на игру команды в ключевые моменты матча его сравнивали с бейсболистом Мариано Риверой и баскетболистом Расселлом Уэстбруком. В шестнадцати матчах регулярного чемпионата 2018 года он сделал двенадцать сэков. Вместе с командой он дошёл до финала Национальной футбольной конференции, где «Сэйнтс» проиграли «Лос-Анджелес Рэмс». Летом 2019 года клуб продлил контракт с лидером защиты ещё на три сезона, сумма нового соглашения составила 55,5 млн долларов.
Сезон 2019 года стал лучшим в карьере Джордана, сделавшего 15,5 сэков. Он не пропустил ни одной игры регулярного чемпионата, хотя позднее стало известно, что 8 декабря игрок получил травму. С надорванной мышцей он провёл четыре матча, в том числе игру плей-офф против «Миннесоты». После окончания сезона Джордан перенёс операцию. К началу чемпионата 2020 года он полностью восстановился и в своём десятом сезоне сыграл во всех шестнадцати матчах «Сэйнтс». Последняя игра чемпионата стала для него 145 подряд, Джордан побил рекорд клуба, ранее принадлежавший Уэйну Мартину и установленный в период с 1991 по 1999 год. В шестой раз он принял участие в Пробоуле. 
Девятнадцатого декабря 2021 года Джордан сделал два сэка в игре против «Тампы-Бэй Бакканирс», достигнув отметки в 100 сэков за карьеру. Он стал вторым после Рикки Джексона игроком «Сэйнтс», добившимся такого результата.

#### Статистика выступлений в НФЛ

##### Регулярный чемпионат
| Сезон | Команда           | Игры | Захваты | Захваты | Захваты | Захваты | Захваты | Перехваты | Перехваты | Перехваты | Перехваты | Перехваты | Фамблы | Фамблы | Фамблы | Фамблы |
| Сезон | Команда           | Игры | Solo    | Ast     | Tot     | Loss    | Sk      | Int       | Yds       | Y/R       | TD        | PD        | FR     | Yds    | TD     | FF     |
| ----- | ----------------- | ---- | ------- | ------- | ------- | ------- | ------- | --------- | --------- | --------- | --------- | --------- | ------ | ------ | ------ | ------ |
| 2011  | Нью-Орлеан Сэйнтс | 16   | 18      | 13      | 31      | 2       | 1,0     | 0         | 0         | 0,0       | 0         | 4         | 1      | 0      | 0      | 0      |
| 2012  | Нью-Орлеан Сэйнтс | 16   | 41      | 26      | 67      | 8       | 8,0     | 0         | 0         | 0,0       | 0         | 3         | 2      | 0      | 0      | 3      |
| 2013  | Нью-Орлеан Сэйнтс | 16   | 29      | 18      | 47      | 13      | 12,5    | 0         | 0         | 0,0       | 0         | 4         | 2      | 11     | 0      | 2      |
| 2014  | Нью-Орлеан Сэйнтс | 16   | 32      | 19      | 51      | 8       | 7,5     | 1         | 6         | 6,0       | 0         | 5         | 1      | 0      | 0      | 0      |
| 2015  | Нью-Орлеан Сэйнтс | 16   | 32      | 13      | 45      | 15      | 10,0    | 0         | 0         | 0,0       | 0         | 5         | 2      | 0      | 0      | 1      |
| 2016  | Нью-Орлеан Сэйнтс | 16   | 40      | 18      | 58      | 17      | 7,5     | 0         | 0         | 0,0       | 0         | 6         | 0      | 0      | 0      | 1      |
| 2017  | Нью-Орлеан Сэйнтс | 16   | 48      | 14      | 62      | 17      | 13,0    | 1         | 0         | 0,0       | 1         | 11        | 0      | 0      | 0      | 2      |
| 2018  | Нью-Орлеан Сэйнтс | 16   | 35      | 14      | 49      | 18      | 12,0    | 0         | 0         | 0,0       | 0         | 6         | 1      | 0      | 0      | 1      |
| 2019  | Нью-Орлеан Сэйнтс | 16   | 37      | 16      | 53      | 15      | 15,5    | 0         | 0         | 0,0       | 0         | 3         | 1      | 0      | 0      | 0      |
| 2020  | Нью-Орлеан Сэйнтс | 16   | 34      | 17      | 51      | 11      | 7,5     | 0         | 0         | 0,0       | 0         | 3         | 0      | 0      | 0      | 1      |
| 2021  | Нью-Орлеан Сэйнтс | 13   | 27      | 16      | 43      | 8       | 6,0     | 0         | 0         | 0,0       | 0         | 4         | 0      | 0      | 0      | 2      |
| Всего | Всего             | 173  | 373     | 184     | 557     | 132     | 100,5   | 2         | 6         | 3,0       | 1         | 54        | 10     | 11     | 0      | 13     |

* На 21 декабря 2021 года

##### Плей-офф
| Сезон | Команда           | Игры | Захваты | Захваты | Захваты | Захваты | Захваты | Перехваты | Перехваты | Перехваты | Перехваты | Перехваты | Фамблы | Фамблы | Фамблы | Фамблы |
| Сезон | Команда           | Игры | Solo    | Ast     | Tot     | Loss    | Sk      | Int       | Yds       | Y/R       | TD        | PD        | FR     | Yds    | TD     | FF     |
| ----- | ----------------- | ---- | ------- | ------- | ------- | ------- | ------- | --------- | --------- | --------- | --------- | --------- | ------ | ------ | ------ | ------ |
| 2011  | Нью-Орлеан Сэйнтс | 2    | 6       | 1       | 7       | 1       | 0,0     | 0         | 0         | 0,0       | 0         | 1         | 0      | 0      | 0      | 0      |
| 2013  | Нью-Орлеан Сэйнтс | 2    | 7       | 3       | 10      | 4       | 2,5     | 0         | 0         | 0,0       | 0         | 0         | 0      | 0      | 0      | 0      |
| 2017  | Нью-Орлеан Сэйнтс | 2    | 2       | 2       | 4       | 1       | 1,0     | 0         | 0         | 0,0       | 0         | 2         | 0      | 0      | 0      | 0      |
| 2018  | Нью-Орлеан Сэйнтс | 2    | 4       | 2       | 6       | 1       | 1,0     | 0         | 0         | 0,0       | 0         | 1         | 0      | 0      | 0      | 0      |
| 2019  | Нью-Орлеан Сэйнтс | 1    | 3       | 0       | 3       | 1       | 1,0     | 0         | 0         | 0,0       | 0         | 0         | 0      | 0      | 0      | 0      |
| 2020  | Нью-Орлеан Сэйнтс | 2    | 8       | 1       | 9       | 0       | 0,0     | 0         | 0         | 0,0       | 0         | 0         | 0      | 0      | 0      | 0      |
| Всего | Всего             | 11   | 30      | 9       | 39      | 5       | 5,5     | 0         | 0         | 0,0       | 0         | 4         | 0      | 0      | 0      | 0      |